# Microcotyle angelichthys
Espèce
Microcotyle angelichthys est une espèce de monogènes de la famille des Microcotylidae. C'est un parasite des branchies d'un poisson marin.

## Systématique
L'espèce Microcotyle angelichthys a été décrite en 1913 par le parasitologue américain William George MacCallum (d) (1874-1944).

## Description
L'holotype de Microcotyle angelichthys mesure 4,4 mm de longueur pour 0,3 mm de largeur. 

## Hôtes et localités

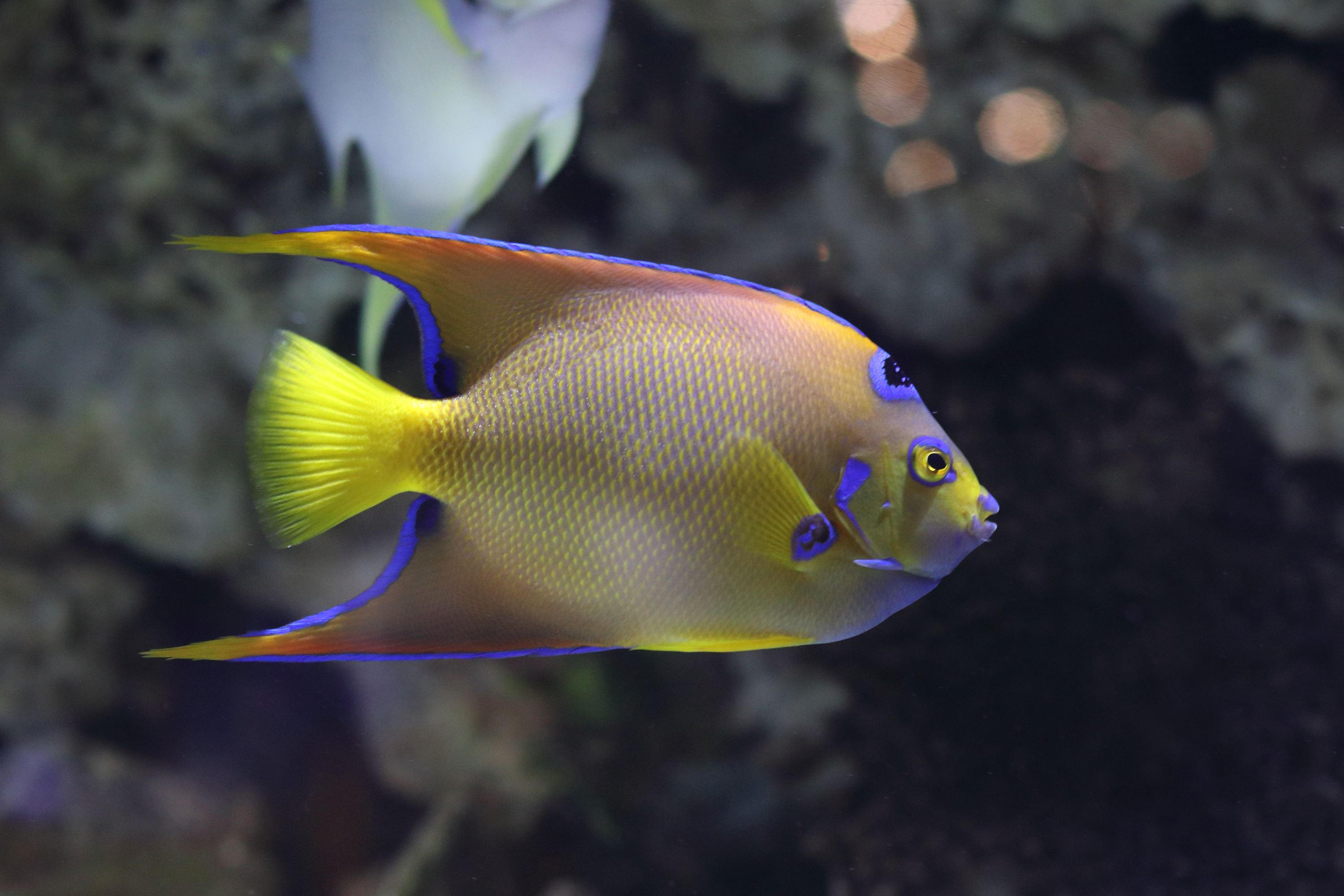
Holacanthus ciliaris est l'hôte de Microcotyle angelichthys.

L'hôte-type est Holacanthus ciliaris. La localité-type est l'aquarium de New York.

## Étymologie
Son épithète spécifique, angelichthys, signifie « poisson-ange » et fait référence à hôte de l'espèce.

## Publication originale
- (en) G. A. MacCallum, « Further notes on the genus Microcotyle », Zoologische Jahrbücher. Abteilung für Systematik, Geographie und Biologie der Tiere, vol. 35,‎ 1913, p. 389-402 (ISSN 0323-7087, lire en ligne).